# George E. Goodfellow

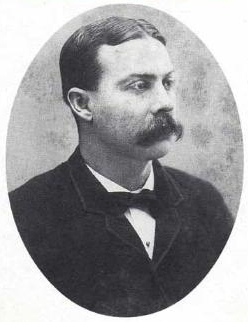
George E. Goodfellow

George Emory Goodfellow (* 23. Dezember 1855 in Downieville, Kalifornien; † 7. Dezember 1910 in Los Angeles) war ein US-amerikanischer Chirurg und Mediziner. Er war nicht nur der behandelnde Arzt bei der Schießerei am O. K. Corral in Tombstone, sondern auch ein Pionier der Urologie, indem er die erste perineale Prostatektomie durchführte.

## Leben
Sein Vater war Bergbauingenieur und kam im Goldrausch nach Kalifornien. Da er auch Chirurgie und Zahnmedizin studiert hatte, wurde er gleichzeitig Chirurg der Bergbaugesellschaft, für die er arbeitete. George Goodfellow wuchs in kleinen Bergbaustädten auf, träumte aber davon eine Militärkarriere zu machen und besuchte die California Military Academy und die University of California. Statt nach West Point ging er 1871 zur US Naval Academy in Minneapolis, da er gehört hatte, dass man in West Point Schwarze aufnahm. Die Naval Academy musste er nach einem halben Jahr verlassen, nachdem er – der Boxchampion der Akademie – einen Schwarzen auf der Treppe der Akademie zusammengeschlagen hatte. Goodfellow wurde der Akademie verwiesen, US-Präsident Ulysses S. Grant versicherte aber dem Cousin von Goodfellow, der oberster Richter in Utah war, dass man ihn wieder aufnehmen würde, falls sich die Situation beruhigt hätte. Später legte sich der Rassismus von Goodfellow und er behandelte Patienten aller Rassen, auch Minderbemittelte.
Goodfellow ging dann zu einem weiteren Cousin nach Pennsylvania, der Chirurg war, und beschloss Medizin zu studieren. 1876 erwarb er sich einen Abschluss (M.D.) mit Auszeichnung am Cleveland Medical College und heiratete Katherine Colt. Er ging auf Vermittlung seines Vaters als Arzt einer Minengesellschaft nach Arizona, war Militärarzt in Fort Lowell bei Tucson und ging schließlich – nachdem sein Antrag, George Armstrong Custer in den Indianerkriegen zu begleiten, sich bis nach dessen Untergang am Little Big Horn verzögert hatte – 1880 nach Tombstone, damals wegen der Silberminen die größte Stadt des Westens der USA nach San Francisco. Seine Praxis hatte er über dem Crystal Palace Saloon. Goodfellow wurde zum führenden Chirurgen der Stadt, dem ersten zivilen Unfallchirurgen mit großer Erfahrung bei Schussverletzungen. So hatte er einige Erfolge bei Bauchschüssen, worüber er veröffentlichte – allerdings hatte er nie Erfolg bei Kaliber-45-Revolvern. Gleichzeitig war er Leichenbeschauer (Coroner). Er leistete aber auch Geburtshilfe und war ein Pionier in der Behandlung von Tuberkulosekranken in freier Bergluft. Aus seinen Erfahrungen publizierte er 1882 einen Aufsatz über die Fähigkeit von Seidentüchern, Kugeln aufzuhalten (sie wurden zwar in die Schusswunde gezogen, blieben aber intakt). Das war eine Art erster Hinweis auf die späteren beschusshemmenden Westen. In einem Gutachten verzeichnete er, das Opfer (McIntyre) wäre reich an Blei und zu stark durchlöchert um Whiskey zu halten. Am 26. Oktober 1886 versorgte er die Opfer der berühmten Schießerei am O. K. Corral. So zog er dem sterbenden William Clanton eigenhändig auf dessen Wunsch die Stiefel aus, da er seiner Mutter versprochen hatte nicht in Stiefeln zu sterben. Auf seine Initiative kam 1882 eine Wasserleitung und 1885 ein Krankenhaus nach Tombstone.
Er beteiligte sich auch an der erfolgreichen Verfolgung und Festnahme von Geronimo und sprach selbst neben Spanisch auch die Apachensprache und Zeichensprache. Nach einem Erdbeben beteiligte er sich an einer Hilfsexpedition nach Sonora in Mexiko, wofür er vom mexikanischen Präsidenten ausgezeichnet wurde. Goodfellow hatte auch eine Lokführer-Lizenz und eilte dem Arzt Charles Handy in Tucson 1891 zu Hilfe, als dieser einen Bauchschuss erlitt und ihn anforderte. Er lenkte die verschiedenen Lokomotiven selbst und brauchte nur 8 Stunden, Handy starb aber bald darauf. Goodfellow wurde danach der Nachfolger von Handy als Chefchirurg der Eisenbahngesellschaft Southern Pacific Railroad. 1893 wurde er Health Officer für ganz Arizona.
Goodfellow absolvierte die erste Blinddarmentfernung in Arizona und 1891 in Tucson die erste perineale Prostatektomie überhaupt. Er führte die Operation danach an zahlreichen Patienten aus. Seinen Operationssaal hatte er im Orndorff Hotel und assistiert wurde er von seiner minderjährigen Tochter und einer Krankenschwester. Dabei benutzte er ein Skalpell nur um durch die perineale Muskulatur zur Prostata zu gelangen, die er dann mit seinem Finger herauspräparierte. Über seine Methode veröffentlichte er erst 1902 (Occidental Medical Times, Band 16, S. 255–257) und 1904 (Journal of the American Medical Association (JAMA), Band 43, S. 194–197, 1448–1450).
Er war ein Pionier der Spinalanästhesie, gab diese aber auf mit dem Argument, dass man die verabreichte Injektion nicht rückgängig machen könne, während man bei der Narkose durch Inhalation noch abbrechen könne. 1907 veröffentlichte er über das Gift der Gila-Krustenechse im Scientific American, wobei er die der Echse nachgesagte Giftwirkung für stark übertrieben hielt.
Im Spanisch-Amerikanischen Krieg von 1898 nahm er auf Einladung seines Freundes, des Generals William Rufus Shafter teil, allerdings weniger als Mediziner als in diplomatischer Mission (er nahm an den Kapitulationsverhandlungen in Kuba teil, da er fließend Spanisch sprach). Auf der Rückreise demonstrierte er Hugh Hampton Young seine Operationstechnik. 1900 zog er nach San Francisco, verlor aber durch das große Erdbeben und einen Immobilienskandal sein Vermögen, so dass er das Angebot annahm, Chefchirurg der Southern Pacific in Mexiko zu werden, wo er längs der Eisenbahn Krankenhäuser aufbaute. An multipler Neuritis erkrankt, starb er 1910 in Los Angeles.